# Simplicio de Urgel
Simplicio de Urgel fue un Vizconde de Urgel, jurisdicción del condado de Urgell (Península ibérica), que en la época era personal. Se le menciona el 956. 
Se le supone hijo de Mayol, quizás el vizconde Mayol de Narbona o el de Maçon que en el 946 donaba un alodio del condado de Urgel al Monasterio de La Grassa.
| Predecesor: Giscafredo | Conde de Urgel ---- | Sucesor: Miro I |

- Datos: Q6128821